# George Embiricos
George Embiricos (ur. w 1920 w Andros, zm. w 2011) – grecki armator, filantrop i kolekcjoner sztuki.

## Życiorys
Studiował prawo w Cambridge i w Atenach. Zajął się rodzinnym biznesem związanym z transportem morskim, który znacznie rozwinął w okresie powojennym. Po wojnie przeprowadził się do nowego Jorku i zaczął kolekcjonować dzieła sztuki. W ciągu kilku dekad zgromadził wartościową kolekcję, do której należały dzieła takich malarzy jak: El Greco, Francisco Goya, Paul Cézanne, Wassily Kandinsky, Pablo Picasso, Vincent van Gogh i Bacon. Zbiory znajdowały się w jego domu w Lozannie.